# Hyeongseop X Euiwoong
Hyeongseop X Euiwoong (hangul: 형섭x의웅; rr: hyeongseob x uiung; chinês simplificado: 炯燮X义雄, pinyin: Jiǒng xiè X yì xióng) é uma dupla sul coreana formada pela Yuehua Entertainment  e consiste dos integrantes Hyeongseop e Euiwoong. Esta debutou em 2 de novembro de 2017 com o single álbum The Moment of Memory. Atualmente ambos são parte do boygroup TEMPEST.

## História
Ahn Hyeongseop e Lee Euiwoong participaram do survival show Produce 101 Season 2 em 2017, terminando o programa em 16º e 23º lugar respectivamente. Após o programa, foi anunciado pela Yuehua Entertainment que ambos seriam lançados como uma dupla, conhecida como o Yuehua Project, em preparação para a estréia do futuro boygroup da empresa. 
Hyeongseop X Euiwoong debutou em 2 de novembro de 2017 com seu primeiro single album "The Moment of Memory"'. A dupla teve seu primeiro comeback com o mini álbum Color of Dream no dia 10 de abril de 2018.
Em 2022 a dupla estreiou como integrantes do boygroup TEMPEST da Yuehua Entertainment.

## Membros
| Hyeongseop X Euiwoong | Hyeongseop X Euiwoong | Hyeongseop X Euiwoong | Hyeongseop X Euiwoong | Hyeongseop X Euiwoong | Hyeongseop X Euiwoong | Hyeongseop X Euiwoong         | Hyeongseop X Euiwoong |
| Nome Artístico        | Nome Artístico        | Nome Artístico        | Nome de Nascimento    | Nome de Nascimento    | Nome de Nascimento    | Data de Nascimento            | Nacionalidade         |
| Romanização           | Hangul                | Mandarim              | Romanização           | Hangul                | Mandarim              | Data de Nascimento            | Nacionalidade         |
| --------------------- | --------------------- | --------------------- | --------------------- | --------------------- | --------------------- | ----------------------------- | --------------------- |
| Hyeongseop            | 형섭                  | 炯燮                  | Ahn Hyeongseop        | 안형섭                | 安炯燮                | 9 de agosto de 1999 (25 anos) | Coreia do Sul         |
| Euiwoong              | 의웅                  | 义雄                  | Lee Euiwoong          | 이의웅                | 李义雄                | 5 de abril de 2001 (23 anos)  | Coreia do Sul         |

### Single álbuns
| Nome                                   | Detalhes                                                                                              | Melhores posições nas paradas | Vendas         |
| Nome                                   | Detalhes                                                                                              | KOR                           | Vendas         |
| -------------------------------------- | --- | ----------------------------- | -------------- |
| The Moment of Memory (눈부시게 찬란한) | - Lançamento: 2 de novembro de 2017 - Gravadora: Yuehua Entertainment - Formato: CD, digital download | 5                             | - KOR: 29,976+ |
| Color of Dream (꿈으로 물들다)         | - Lançamento: 10 de abril de 2018 - Gravadora: Yuehua Entertainment - Formato: CD, digital download   | 10                            | - KOR: 14,026+ |

### Singles
| Nome                                               | Ano  | Melhores posições nas paradas | Vendas (DL) | Álbum                |
| Nome                                               | Ano  | KOR                           | Vendas (DL) | Álbum                |
| -------------------------------------------------- | ---- | ----------------------------- | ----------- | -------------------- |
| "It Will Be Good" (좋겠다)                         | 2017 | —                             | —           | The Moment of Memory |
| "Love Tint" (너에게 물들어)                        | 2018 | —                             | —           | Color of Dream       |
| "—" significa que não entrou nas paradas musicais. |      |                               |             |                      |

## Filmografia

### Televisão
| Título               | Ano       | Rede | Notas                                                                                                |
| -------------------- | --------- | ---- | --- |
| Produce 101 Season 2 | 2017      | Mnet | Concorrentes                                                                                         |
| Boni Hani            | 2018—2019 | EBS  | Hyeongseop foi o Boni (MC masculino) no programa, de 17 de setembro de 2018 até 15 de março de 2019  |
| Boni Hani            | 2019—2020 | EBS  | Euiwoong foi o Boni (MC masculino) no programa, de 16 de setembro de 2019 até 29 de setembro de 2020 |

## Premios e indicações
| Ano  | Premiação                    | Categoria             | Indicado              | Resultado |
| ---- | ---------------------------- | --------------------- | --------------------- | --------- |
| 2018 | Mnet Asian Music Awards      | Best New Male Artist  | Hyeongseop X Euiwoong | Indicado  |
| 2018 | Soribada Best K-Music Awards | Rising Hot Star Award | Hyeongseop X Euiwoong | Venceu    |